# 엘타닌 안테나

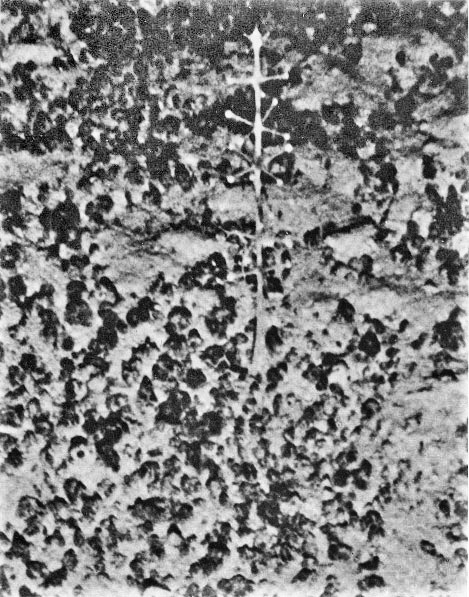
엘타닌호가 촬영한 사진

엘타닌 안테나(영어: Eltanin Antenna)는 미국의 해양 조사선 USNS 엘타닌이 1964년에, 혼곶 서쪽의 해저를 조사하고 있을 때에 촬영한, 기묘한 형태를 한 해면이다. 그 해면이 마치 안테나를 연상시키는 형상을 하고 있어, 또 심해 3904미터의 장소에서 그것이 관찰되었다고 하는 점으로부터, 일부의 사이비 과학 신봉자나 UFO 연구자는, 이는 외계 생물이나, 혹은 해저의 미지의 문명이 가져온 것은 아닐까 생각했다.

## 역사

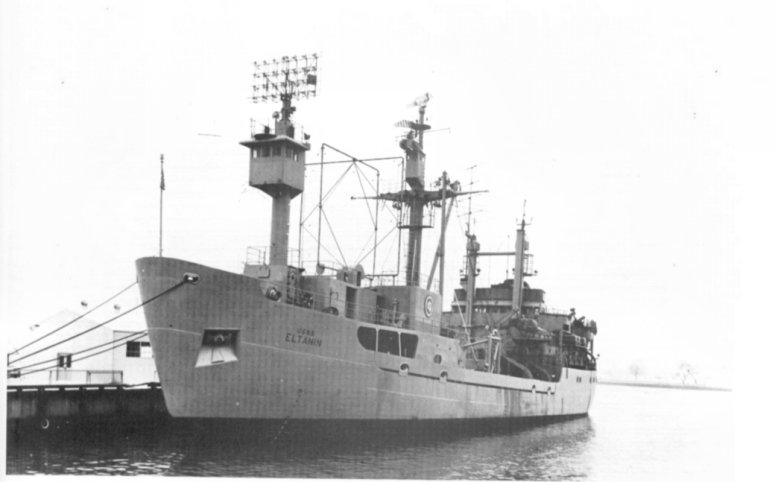
USNS 엘타닌호

1850톤의 엘타닌호는 1957년에 진수해, 원래는 미국 해병대가 수송선·쇄빙선으로서 운용하고 있던 배였다. 1962년에 엘타닌호는 해양 조사선으로 등록 변경되어 세계 최초의 남극 조사선으로서 1975년까지 운용되었다.
1964년 8월 29일, 케이프 호른 서쪽으로 샘플 채집이나 사진 촬영을 실시하고 있던 엘타닌호는 남위 59:07 서경 105:03, 심도 3904 m의 지점에서, 이 물체의 사진을 촬영했다. 1964년 9월 5일의 뉴질랜드 헤럴드지에서, 이 기묘한 물체의 사진은 처음 공표되어“해저로부터의 이상한 사진”이라고 제목 되었다.
1968년, 작가 블래드·스테이가는 Saga magazine지에 '엘타닌호는 텔레비전 안테나와 텔레미터 안테나의 정확히 중간과 같은, 경악해야 할 기계의 부품을 발견했던 것이다'라는 주장을 발표했다.

## 해면과 판명
2003년에 수중 음향학자 톰 데마리가 1960년대 당시 엘타닌에 승선하고 있던 A. F. 아모스에 이 물체에 대해 조회했는데, 이 물체는 벌써 1971년, Bruce C. Heezen와 Charles D. Hollister에 의해서 Cladirhiza concrescens (육식성 해면의 하나)라는 학명으로 기재되어 있는 것을 알 수 있었다. 이 Heezen와 Hollister의 책에는 엘타닌이 촬영한 사진과 함께, 1888년에 알렉산더 아가시가 항해기 Three Cruses of the Blake에 게재한 스케치도 실리고 있었던 것이다.
Cladirhiza concrescens에 대해서, 이 두 명의 학자는 '왠지 모르게 우주적인 안테나처럼 보이는' 해면이라고 적고 있다. 아가시는 이 해면을 '긴 줄기가 진흙에 깊게 파묻힌 분기한 뿌리로 연결되어 있다. 줄기에는 4 - 6개의 게와 같은 부속물이 붙은 혹이 있다.그것들 해면은 틀림없이, 해저의 광대한 평야를 가리고 있다'라고 기록하고 있었다. 이상으로부터, 이 수수께끼의 물체가 우리에게 있어서 미지의 문명이 가져온 것이라는 주장은 거부되어 이것은 매우 기묘한 형상을 하고 있지만 자연계의 산물인 것이 밝혀졌다.
현재, 동종은 콘드로크라디아속으로 변경되어 Chondrocladia concrescens라 불린다.